# 箱変え
箱変え（はこがえ-「箱替え」、「箱換え」とも）は、商品の中身を変えずに、パッケージのみを変えることにより新商品として販売すること。またはその商品。プラモデルなどによく見られる。

## プラモデルの箱変え
プラモデルの箱変えには3つのタイプがある。

### リニューアル
キットの内容を変えず、箱絵やパッケージのデザインのみを変えることによってリニューアルを図ること。価格の変更などでシリーズを一新する場合にも行われるが、パッケージを変えることにより新しい商品と錯覚させたり、新たな購買意欲を刺激する目的で行われることも多い。シリーズ一新の場合には併せてデカールの変更が行われる場合もある。
ハセガワやエアフィックスなどの定番商品は数度の箱変えによるリニューアルを受け大きくイメージを変えているが、対照的にタミヤのホワイトパッケージの商品などは長期間販売されているものでも大きくイメージを変えるような箱変えは殆ど受けていない。また、実物の存在しない自社オリジナル設計のキットや、版権の切れたキャラクターキットなどは、パッケージのみならず、名称まで変えて全く別の製品として再発売される事も少なくない。
なお、航空機のキットではデカールも重要な要素と考えられているため、成形品自体は同一であっても異なるデカールがセットされている場合には、「デカール変え」と呼ばれ箱変えと区別される場合が多い。

### 同型艦
艦船のプラモデルで同型艦のキットを出す場合などに、内容は全く同一でパッケージと説明書のみを変えることで別の商品とすること。成形品は同一であってパーツの取捨選択で同型艦を作り分けている場合も広義の箱変えに含まれるが、通常は多少（でない場合もあるが）の違いに目を瞑り、全く同一にしている場合に箱変えと呼ばれることが多い。
ウォーターラインシリーズ以前の艦船キットでは、一部の大型キット以外では箱変えで同型艦を出すことは普通であり、ウォーターラインシリーズでも初期には箱変えキットが少なくなかった。勿論、ウォーターラインシリーズ程度のスケールでは、同型艦の差は無視できる程度である場合も多いので、一概に悪いこととは言えないが、一部には明らかに考証的に誤った箱変えキットも見られた。一方、タミヤは単なる箱変えを極力排除していたため、箱変えであれば容易に出せるはずの艦がずっと未発売のままであったケースもある。
現在販売されている国産の艦船キットでは、同型艦間の差異の少ない現用艦などを除き単なる箱変えは殆ど無いが、日本模型から発売されている30cmシリーズには昔ながらの箱変え製品が含まれており、細かい相違点の多い金剛型戦艦を含め、同型艦は全く同じ内容となっている。

### 他社製品
他社（多くの場合は他国のメーカー）の製品をOEMで供給を受け、自社パッケージで販売すること。この場合はデカールも変更になる場合が少なくないが、他社の成形品と同一という意味で箱変えと呼ばれることが多い。
タミヤのウォーバードコレクションの内、イタレリからのOEMによるものなどが、典型的なこのタイプの箱変えである。欧米のメーカーでもこのタイプの箱変えは普通に行われており、ドイツレベルなどは大量の箱変え製品を発売している。